# Рагун-Єсніц
Раґун-Єсніц (нім. Raguhn-Jeßnitz) — місто в Німеччині, розташоване в землі Саксонія-Ангальт. Входить до складу району Ангальт-Біттерфельд.
Утворене 1 січня 2010 року шляхом об'єднання Раґуна, Єсніца та ще 6 незалежних громад.
Площа — 97,09 км2. Населення становить 8862 ос. (станом на 31 грудня 2021).